# Gneisenaustrasse
Gneisenaustrasse (tysk stavning: Gneisenaustraße) är en större genomfartsgata i Berlin, belägen i stadsdelen Kreuzberg. Gatan löper från korsningen med Mehringdamm och Yorckstrasse i väster till Südstern i öster.
Gatan är sexfilig med en trädbeväxt mittremsa, under vilken tunnelbanelinjen U7 löper, med tunnelbanestationen Gneisenaustrasse. Gatan anlades som del av Hobrechtplanen mellan 1861 och 1864 och gavs namn efter den preussiska fältmarskalken August Wilhelm Anton Neidhart von Gneisenau. Många gator i området har namn till minne av Preussens segrar och militärer i Napoleonkrigen. Die Grünen i Friedrichshain-Kreuzbergs stadsdelsfullmäktige väckte 2019 frågan om att "avmilitarisera det offentliga rummet", där Gneisenaustrasse var en av de gator som föreslogs byta namn.
Många hus vid gatan är kulturminnesmärkta historicistiska hyreshus från 1800-talet.
Gatan är varje år del av vägen för karnevalståget under Karneval der Kulturen.